# マルヤン・マルコヴィッチ
マリャン・マルコヴィッチ（Марјан Марковић, Marjan Marković、1981年9月28日 - ）は、ユーゴスラビア（現・セルビア）出身の元サッカー選手。現役時代のポジションはDF。主戦場は右サイドハーフ、右ウイング。スピードとテクニックを持ち合わせており、ドリブル突破を持ち味としている。

## 経歴
1997年から1999年までムラディ・ラドニクの下部組織に在籍。1999年にレッドスター・ベオグラードへ移籍し、通算6年間で合計126試合に出場し、12得点を記録した。2005年からはウクライナのディナモ・キエフへ移籍を果たす。ディナモ・キエフでは3シーズンの在籍で合計37試合の出場。2008年からは再びレッドスターへ戻り、翌シーズン1部へ昇格したクロアチアのNKイストラ1961へ移籍した。
2011年には当時オーストリア2部に所属していたファースト・ヴィエナFCに移籍した。
セルビア・モンテネグロ代表として、2002年5月17日のウクライナ戦で代表初キャップを記録している。

## 所属クラブ
- FKムラディ・ラドニク1926 1997-1999
- レッドスター・ベオグラード 1999-2005
- ディナモ・キエフ 2005-2008
- レッドスター・ベオグラード 2008-2009
- NKイストラ1961 2009-2011
- ファースト・ヴィエナFC 2011-2012
- FCカイサル 2012
- アルキ・ラルナカFC 2013
- アスウェリーSC 2013
- FKスロガ・ペトロヴァツ・ナ・ムラヴィ 2014
- SFKピエリコス 2014
- FKスロガ・ペトロヴァツ・ナ・ムラヴィ 2015-2016
- OFKシャピネ 2016-2017
- FKムラディ・ラドニク1926 2018